# Suzuki Kōji
Suzuki Kōji (鈴木 光司) sinh ngày 13 tháng 5 năm 1957, là một nhà văn kinh dị người Nhật Bản, nổi tiếng với loạt tiểu thuyết về Ring - Vòng tròn ác nghiệt. Chúng đã được chuyển thể thành nhiều phim truyện và manga.

## Tiểu sử
Tên khai sinh của ông là Suzuki Kōji (鈴木 晃司) nhưng khi đặt nghệ danh, ông chọn một cái tên khác Hán tự nhưng có chung cách đọc với tên thật. Ông xuất thân từ quận Shizuoka, Hamamatsu, Nhật Bản và tốt nghiệp khoa Văn học Pháp trường đại học Keiō.

## Sự nghiệp
Tác phẩm đầu tay của ông là Rakuen (楽園 nghĩa là "Thiên đàng") xuất bản vào năm 1990. Với tác phẩm này, ông đã được trao giải ưu tú tại "Giải thưởng tiểu thuyết kỳ bí Nhật Bản".
Vào năm 1995, ông cho ra mắt tiểu thuyết Ring - Vòng tròn ác nghiệt. Tác phẩm này đã tạo nên cơn sốt kinh dị (horror boom) tại Nhật suốt thời gian dài. Tiếp nối Ring là Vòng xoáy chết (らせん Rasen), Loop và Birthday tạo nên loạt tiểu thuyết về "vòng xoáy ác nghiệt". Cả Ring và Vòng xoáy chết đều được chuyển thể thành nhiều phim dài, phim truyền hình và manga. Cũng từ đó, Suzuki Kōji được mệnh danh là "Stephen King của Nhật Bản". Trong thời gian này, ông cũng viết Vùng nước hắc ám (仄暗い水の底から Honogurai Mizu no Soko kara). Tiểu thuyết cũng được chuyển thể thành hai bộ phim sản xuất lần lượt bởi Nhật và Hoa Kỳ.

## Tác phẩm chính
| Năm xuất bản | Tên gốc                                      | Tên tiếng Việt                          | Năm phát hành ở VN |
| ------------ | -------------------------------------------- | --------------------------------------- | ------------------ |
| 1990         | 楽園 Rakuen                                  | Thiên đàng (tạm dịch)                   | __                 |
| 1991         | リング Ringu                                 | Ring - Vòng tròn ác nghiệt              | 2007               |
| 1995         | らせん Rasen                                 | Vòng xoáy chết                          | 2009               |
| 1990         | 仄暗い水の底から Hosogurai Mizu no Soko kara | Vùng nước hắc ám                        | 2009               |
| 1998         | ループ Rūpu                                  | Vòng lặp (tạm dịch)                     | __                 |
| 1999         | バースデイ Bāsudei                           | Sinh nhật (tạm dịch)                    | __                 |
| 2003         | 神々のプロムナード Kamigami no puromenādo    | Cuộc dạo chơi của thánh thần (tạm dịch) | __                 |
| 2005         | アイズ Aizu                                  | Những con mắt (tạm dịch)                | __                 |
| 2008         | エッジ Ejji                                  | Bờ vực (tạm dịch)                       | __                 |
| 2009         | ドロップ Doroppu                             | Drop (tạm dịch)                         | __                 |
| 2012         | エス Esu                                     | S (tạm dịch)                            | __                 |
| 2013         | タイド Taido                                 | Tide (tạm dịch)                         | __                 |
| 2025         | ユビキタス Yubikitasu                        | Ubiquitous (tạm dịch)                   | __                 |

Sách của Suzuki được dịch qua tiếng Anh và phát hành ở Hoa Kỳ bởi công ty xuất bản Vertical. Tại Việt Nam, sách của ông được mua bản quyền phát hành bởi công ty Nhã Nam.

## Chuyển thể

### Phim dài
- Ring (1998): phim của Nhật, phim được Mỹ làm lại năm 2002.
- Rasen (1998)
- The Ring Virus (1999): phim Hàn Quốc
- Ring 2 (1999): phim của Nhật, cũng được Mỹ làm lại.
- Ring 0: Birthday (2000)
- Honogurai Mizu no soko kara (2002): phim của Nhật, được Mỹ làm lại năm 2005.
- Sadako 3D (2012)
- Sadako 3D: Zokuhen (2013)

### Phim truyền hình
- Ring ~Sự cố hay sắp đặt? Oán niệm của người con gái cướp đi tính mạng 4 người (リング 〜事故か！ 変死か！ 4つの命を奪う少女の怨念〜?) (1995)
- Ring ~Chương cuối (リング ～最終章～ Ring ~Saishūshō~?) (1999)
- Rasen (1999)

### Manga
- Ring: minh họa bởi Nagai Kōjirō
- The Ring (1998): minh họa bởi Inagaki Misao
- The Ring; The Ring 2 (1998); Birthday; The Ring 0: Birthday (2000); Sadako (2012): dựa trên tiểu thuyết và phim, minh họa bởi Meimu.
- Rasen (1999): minh họa bởi Mizuki Sakura
- Honogurai Mizu no Soko kara  (2002): minh họa bởi Meimu